# Bored to Death/Episodenliste

Logo zur Serie

Diese Episodenliste enthält alle Episoden der US-amerikanischen Comedyserie Bored to Death, sortiert nach der US-amerikanischen Erstausstrahlung. Zwischen 2009 und 2011 entstanden in insgesamt drei Staffeln 24 Episoden mit einer Länge von jeweils etwa 25 Minuten.

## Übersicht
| Staffel | Episodenanzahl | Erstausstrahlung USA | Erstausstrahlung USA | Deutschsprachige Erstausstrahlung | Deutschsprachige Erstausstrahlung |
| Staffel | Episodenanzahl | Staffelpremiere      | Staffelfinale        | Staffelpremiere                   | Staffelfinale                     |
| ------- | -------------- | -------------------- | -------------------- | --------------------------------- | --------------------------------- |
| 1       | 8              | 20. September 2009   | 8. November 2009     | 6. März 2013                      | 24. April 2013                    |
| 2       | 8              | 26. September 2010   | 14. November 2010    | 1. Mai 2013                       | 19. Juni 2013                     |
| 3       | 8              | 10. Oktober 2011     | 28. November 2011    | 26. Juni 2013                     | 14. August 2013                   |

## Staffel 1
Die Erstausstrahlung der ersten Staffel war vom 20. September bis zum 8. November 2009 auf dem US-amerikanischen Fernsehsender HBO zu sehen. Die deutschsprachige Erstausstrahlung sendete der Sender Sky Atlantic vom 6. März bis zum 24. April 2013.
| Nr. (ges.) | Nr. (St.) | Deutscher Titel            | Originaltitel                         | Erstausstrahlung USA | Deutschsprachige Erstausstrahlung (D) | Regie             | Drehbuch                    |
| ---------- | --------- | -------------------------- | ------------------------------------- | -------------------- | ------------------------------------- | ----------------- | --------------------------- |
| 1          | 1         | Stockholm-Syndrom          | Stockholm Syndrome                    | 20. Sep. 2009        | 6. März 2013                          | Alan Taylor       | Jonathan Ames               |
| 2          | 2         | Ein Streit unter Liebenden | The Alanon Case                       | 27. Sep. 2009        | 13. März 2013                         | Alan Taylor       | Jonathan Ames               |
| 3          | 3         | Das verschwundene Drehbuch | The Case of the Missing Screenplay    | 4. Okt. 2009         | 20. März 2013                         | Michael Lehmann   | Jonathan Ames               |
| 4          | 4         | Das gestohlene Skateboard  | The Case of the Stolen Skateboard     | 11. Okt. 2009        | 27. März 2013                         | Tucker Gates      | Jonathan Ames               |
| 5          | 5         | Die einsame weiße Taube    | The Case of the Lonely White Dove     | 18. Okt. 2009        | 3. Apr. 2013                          | Paul Feig         | Jonathan Ames & Donick Cary |
| 6          | 6         | Die schöne Erpresserin     | The Case of the Beautiful Blackmailer | 25. Okt. 2009        | 10. Apr. 2013                         | Adam Bernstein    | Jonathan Ames & Martin Gero |
| 7          | 7         | Das gestohlene Sperma      | The Case of the Stolen Sperm          | 1. Nov. 2009         | 17. Apr. 2013                         | Nicole Holofcener | Jonathan Ames & Donick Cary |
| 8          | 8         | Das Duell im Ring          | Take a Dive                           | 8. Nov. 2009         | 24. Apr. 2013                         | Paul Feig         | Jonathan Ames & Martin Gero |

## Staffel 2
Die Erstausstrahlung der zweiten Staffel wurde vom 26. September bis zum 14. November 2010 auf dem US-amerikanischen Fernsehsender HBO gesendet. Die deutschsprachige Erstausstrahlung sendete der Sender Sky Atlantic zwischen dem 1. Mai und dem 19. Juni 2013.
| Nr. (ges.) | Nr. (St.) | Deutscher Titel                    | Originaltitel                            | Erstausstrahlung USA | Deutschsprachige Erstausstrahlung (D) | Regie             | Drehbuch                    |
| ---------- | --------- | ---------------------------------- | ---------------------------------------- | -------------------- | ------------------------------------- | ----------------- | --------------------------- |
| 9          | 1         | Die Flucht aus dem Folterkeller    | Escape from the Dungeon!                 | 26. Sep. 2010        | 1. Mai 2013                           | Alan Taylor       | Jonathan Ames               |
| 10         | 2         | Die Nacht im Schrank               | Make It Quick, Fitzgerald!               | 3. Okt. 2010         | 8. Mai 2013                           | Alan Taylor       | Jonathan Ames               |
| 11         | 3         | Die Geisel in der Zementfabrik     | The Gowanus Canal Has Gonorrhea!         | 10. Okt. 2010        | 15. Mai 2013                          | Michael Lehmann   | Martin Gero & Jonathan Ames |
| 12         | 4         | Der Drogentest                     | I’ve Been Living Like a Demented God!    | 17. Okt. 2010        | 22. Mai 2013                          | Michael Lehmann   | Donick Cary & Jonathan Ames |
| 13         | 5         | Ehekrise auf Indisch               | Forty-Two Down!                          | 24. Okt. 2010        | 29. Mai 2013                          | Troy Miller       | Tami Sagher & Jonathan Ames |
| 14         | 6         | Ein (fast) verhängnisvoller Fehler | The Case of the Grievous Clerical Error! | 31. Okt. 2010        | 5. Juni 2013                          | Tristram Shapeero | Sam Sklaver & Jonathan Ames |
| 15         | 7         | Hee oder sie?                      | Escape from the Castle!                  | 7. Nov. 2010         | 12. Juni 2013                         | Adam Bernstein    | Donick Cary & Jonathan Ames |
| 16         | 8         | Das Geheimnis des Stalkers         | Super Ray Is Mortal!                     | 14. Nov. 2010        | 19. Juni 2013                         | Adam Bernstein    | Martin Gero & Jonathan Ames |

## Staffel 3
Die Erstausstrahlung der dritten Staffel fand vom 10. Oktober bis zum 28. November 2011 auf dem US-amerikanischen Fernsehsender HBO statt. Die deutschsprachige Erstausstrahlung sendete der Sender Sky Atlantic vom 26. Juni bis zum 14. August 2013.
| Nr. (ges.) | Nr. (St.) | Deutscher Titel                 | Originaltitel                          | Erstausstrahlung USA | Deutschsprachige Erstausstrahlung (D) | Regie             | Drehbuch                         |
| ---------- | --------- | ------------------------------- | -------------------------------------- | -------------------- | ------------------------------------- | ----------------- | -------------------------------- |
| 17         | 1         | Die Blonde im Wald              | The Blonde in the Woods                | 10. Okt. 2011        | 26. Juni 2013                         | Michael Lehmann   | Jonathan Ames                    |
| 18         | 2         | Zwei Piloten auf der Flucht     | Gumball!                               | 17. Okt. 2011        | 3. Juli 2013                          | Michael Lehmann   | Martin Gero & Jonathan Ames      |
| 19         | 3         | Der schwarze Tanz der Zeit      | The Black Clock of Time                | 24. Okt. 2011        | 10. Juli 2013                         | Michael Lehmann   | Jonathan Ames                    |
| 20         | 4         | Der schwule Tiger von Brooklyn  | We Could Sing a Duet                   | 31. Okt. 2011        | 17. Juli 2013                         | Michael Lehmann   | Luke Del Tredici & Jonathan Ames |
| 21         | 5         | Das Wagenrennen im Supermarkt   | I Keep Taking Baths Like Lady Macbeth  | 7. Nov. 2011         | 24. Juli 2013                         | Tristram Shapeero | Sam Sklaver & Jonathan Ames      |
| 22         | 6         | Was ist nur mit den Frauen los? | Two Large Pearls and a Bar of Gold     | 14. Nov. 2011        | 31. Juli 2013                         | Tristram Shapeero | Mike Schwartz & Jonathan Ames    |
| 23         | 7         | Großer Auftritt für Don Quixote | Forget the Herring                     | 21. Nov. 2011        | 7. Aug. 2013                          | Adam Bernstein    | Rachel Axler & Jonathan Ames     |
| 24         | 8         | Einsatz für die Super-Rays      | Nothing I Can’t Handle by Running Away | 28. Nov. 2011        | 14. Aug. 2013                         | Adam Bernstein    | Jonathan Ames                    |